# مانتیسلو
مانتیسلو یا مانتیچلو (به انگلیسی: Monticello)، خانه شخصی و آرامگاه توماس جفرسون، نویسنده اعلامیه استقلال آمریکا و از پدران بنیانگذاران ایالات متحده آمریکا است.
این خانه توسط خود جفرسون طراحی شد و در ویرجینیا قرار دارد. جفرسون برای طراحی این بنا از آندریا پالادیو (معمار ونیزی قرن شانزدهم) الگوبرداری کرد.
این مکان یک میراث جهانی یونسکو در آمریکا است.

## نگارخانه

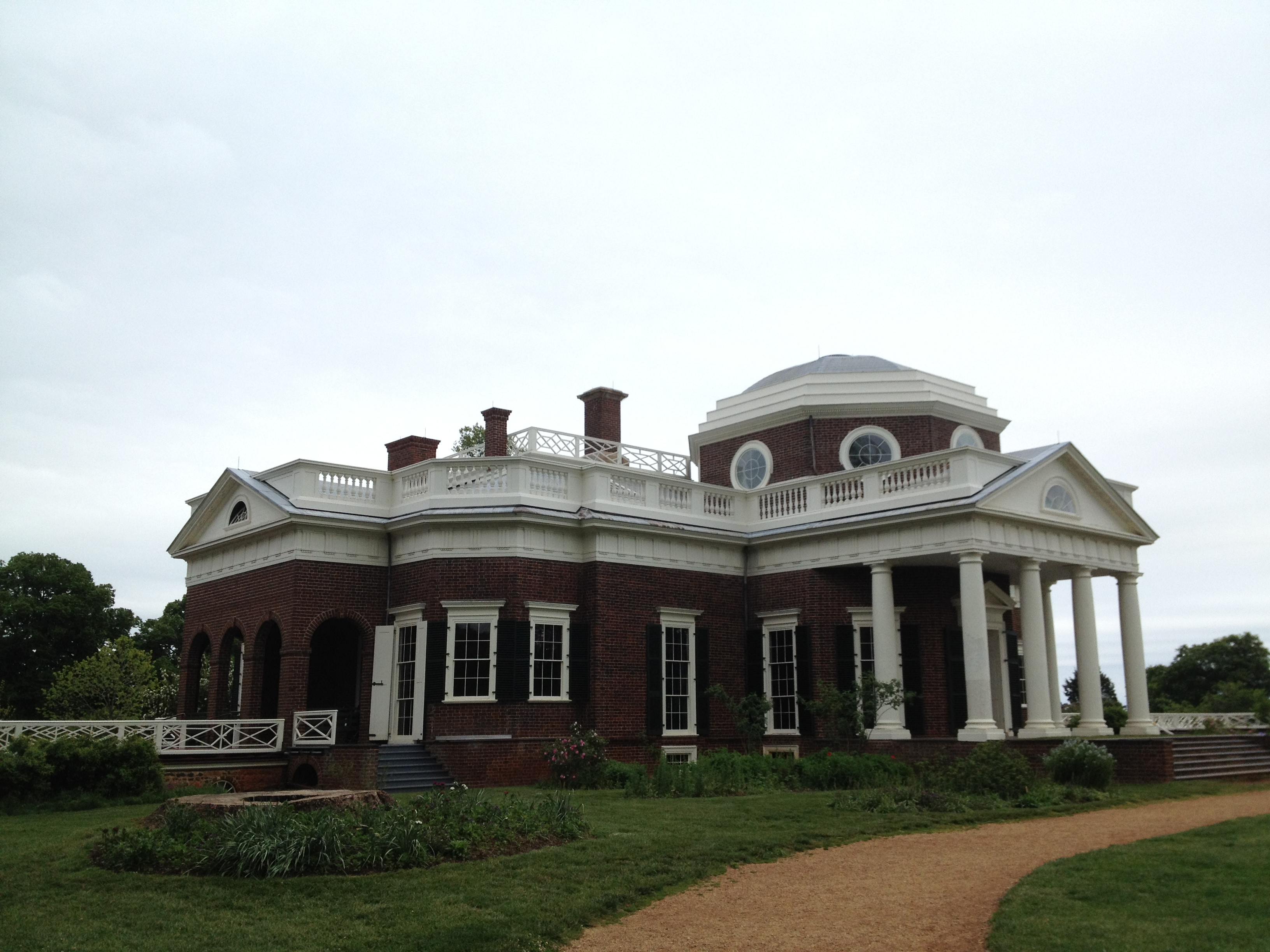
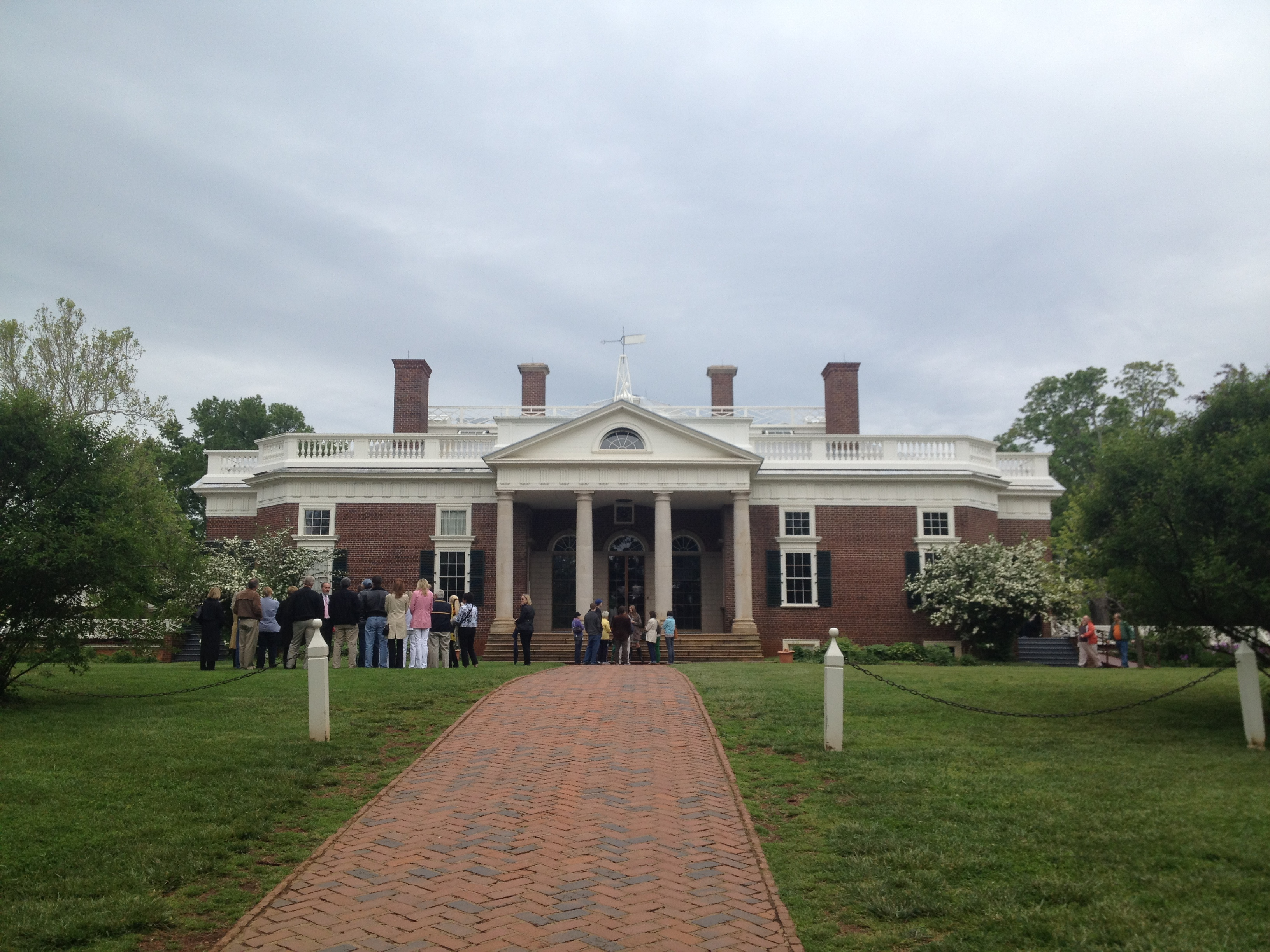
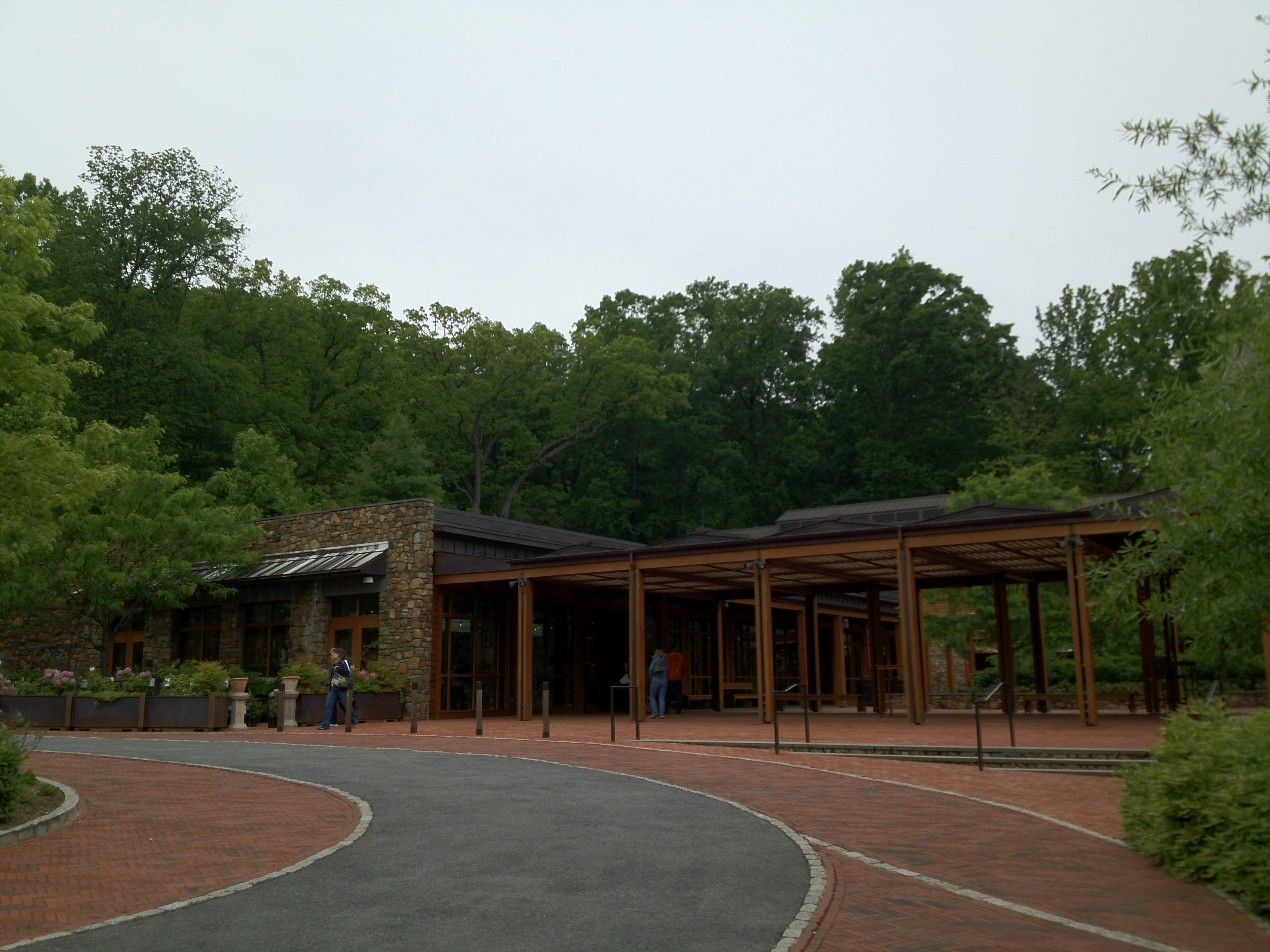

## وب‌گاه
- اطلاعات سازمان یونسکو